# Лихоносов, Виктор Иванович
Ви́ктор Ива́нович Лихоно́сов (30 апреля 1936, Топки, Западно-Сибирский край — 9 августа 2021, Краснодар) — русский писатель, публицист, педагог. Жил в Краснодаре, возглавлял литературно-исторический журнал «Родная Кубань». Член высшего творческого совета при правлении Союза писателей Российской Федерации, почётный гражданин города Краснодара, Герой Труда Кубани.

## Биография

### Начало пути
Детские и юношеские годы провёл в Новосибирске. В 1943 году погиб на фронте его отец. С 1956 по 1961 год учился на историко-филологическом факультете Краснодарского педагогического института, а затем работал учителем в течение нескольких лет в Анапском районе.
Его первый рассказ «Брянские», отправленный в «Новый мир» А. Т. Твардовскому, был опубликован в 1963 году в одиннадцатом номере этого журнала, сразу сделав молодого писателя известным на всю страну. Одна за другой в Москве, Новосибирске, Краснодаре выходят его книги повестей, рассказов, очерков: «Вечера», «Что-то будет», «Голоса в тишине», «Счастливые мгновения», «Осень в Тамани», «Чистые глаза», «Родные», «Элегия» и др. Его произведения переводят в Румынии, Венгрии, Болгарии, Германии, на чешский, словацкий языки, а затем уже на французский, английский.

### Перелом в творческой карьере
С 1978 года Лихоносов замолкает на целых десять лет, работает над своим главным романом о судьбе русского казачества «Ненаписанные воспоминания. Наш маленький Париж» (1986 год). Это лирико-эпическое полотно, соединяющее современность с прошлым, стало литературным памятником Екатеринодару.
Цитата из «Ненаписанных воспоминаний. Наш маленький Париж»:
«Что было в этом! Шутка? Злословие? Простодушное квасное настроение — так взлелеять свой отчий угол, чтобы легче его любить? И не обронил ли те слова господин, который Парижа никогда и не видел, но ему уже одни названия гостиниц и погребков внушали форс? Малы у базаров и по улицам зашарпанные гостиницы, но сколько внушительности в вывесках, и на какую заморскую жизнь они замахнулись: „Франция“, „Нью-Йорк“, „Тулон“, „Трапезонд“, „Венеция“, „Константинополь“! Вноси тюки, чемоданы, живи у нас, сколько хочешь. И все прочее в Екатеринодаре как в далеком великом Париже, но чуть наособицу, на свой южный казачий лад. Там, в Париже, площади, памятники и дворцы? Не отстали и мы. Вот Крепостная площадь с гордой Екатериной II, вот триумфальные Царские ворота на подъёме от станции, обелиск славы казачества в тупике улицы Красной, и неприступный дворец наказного атамана, и благородное собрание, куда на ситцевые балы съезжается весь местный бомонд, и Чистяковская роща недалеко от Свинячьего хутора, и городской сад с дубами „Двенадцать апостолов“. И так же, как везде, как в самом Париже, простолюдинам устроены чревоугодные толчки — Старый, Новый и Сенной базары, и для кого попало ресторанчики, трактиры, „красные фонари“ с намазанными желтобилетными дуняшками… Чем не Париж в миниатюре?!»

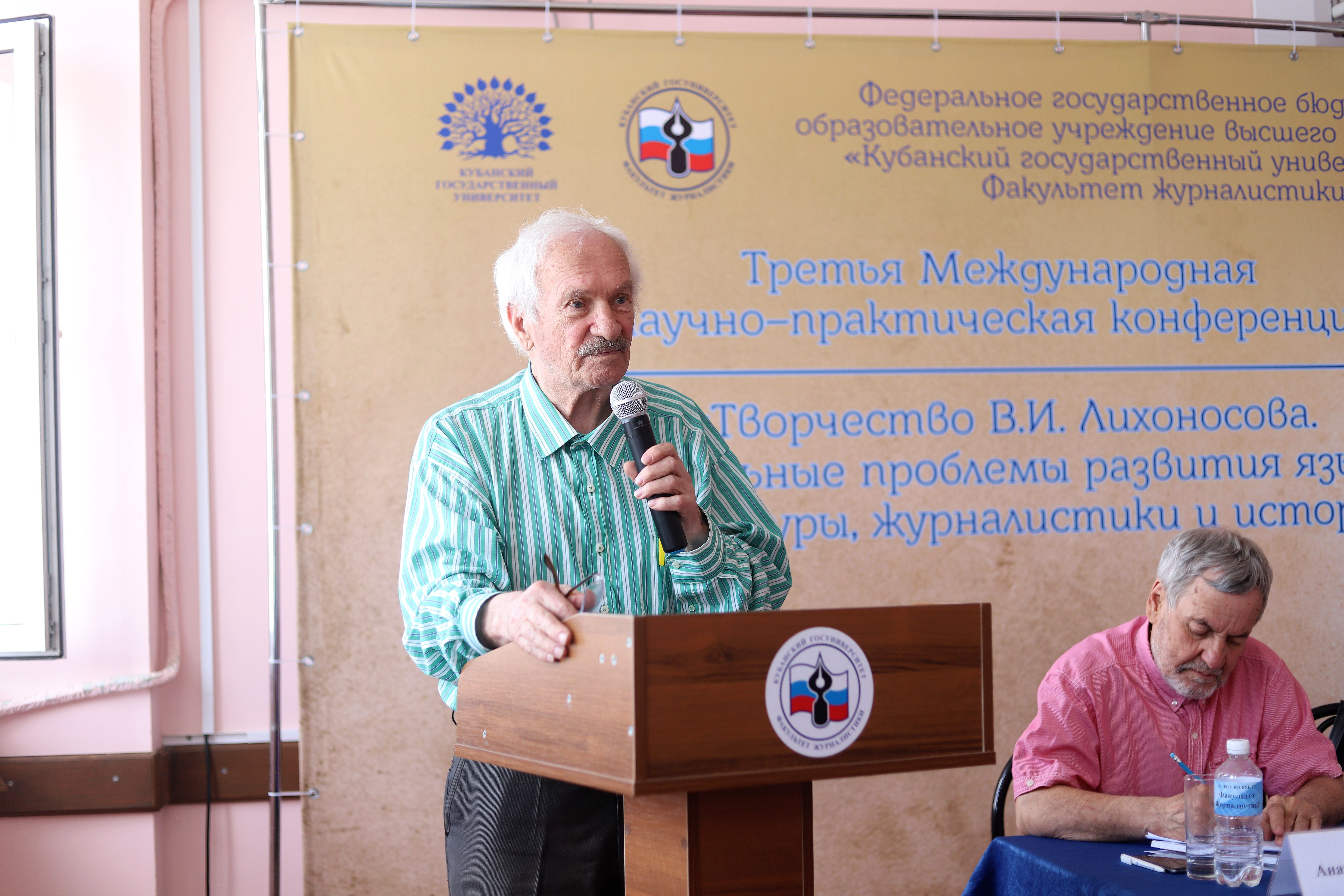
Виктор Лихоносов на факультете журналистики КубГУ, май 2019 года

## Критика
О Викторе Лихоносове рано заговорили известные критики, которые отмечали его мастерство. Высокую оценку творчеству Лихоносова дали Ю. Селезнев, О. Михайлов, В. Чалмаев, А. Нуйкин, О. Кучкина, Н. П. Машовец. Твардовский писал, что «проза Лихоносова светится, как у Бунина». В 1967 году был опубликован сборник рассказов «Голоса в тишине» с предисловием Юрия Казакова: «Все, что он написал, написано свежо, музыкально, очень точно, и все проникнуто острой, даже какой-то восторженно-печальной любовью к человеку».
Лихоносов — талантливый рассказчик, которому больше удается изображение душевной жизни в повседневных ситуациях, чем развитие и разрешение событийных линий. Интеллектуально-логическое отступает у него перед духовно-иррациональным. Его положительные персонажи живут не рассудком, а сердцем. Проза Лихоносова полна стремления в природные дали, к тишине; автор говорит о разрушительном действии техники, но не доходит до отрицания действительности. Его перо направлено против бесчеловечности, бездуховности. Герои — странники, люди, ищущие гармонии в жизни. Манера повествования Лихоносова — традиционна, естественна; характеры его героев проясняются постепенно по ходу скупого действия, с помощью чётких и точных подробностей, живого диалога и частых внутренних монологов. Лихоносов как автор обычно отступает на задний план, даже в рассказе от первого лица.— Вольфганг Казак

## Смерть
Скончался на 86 году жизни 9 августа 2021 в реанимации Краевой клинической больницы № 1, в которую был госпитализирован с диагнозом COVID-19. Похоронен в станице Тамань, согласно завещанию.

## Премии и награды
- Премия СП СССР;
- Международная литературная премия имени М. А. Шолохова;
- Орден «Знак Почёта» (1984)[11];
- Государственная премия РСФСР имени М. Горького (1988) — за роман «Ненаписанные воспоминания. Наш маленький Париж»;
- Орден Дружбы (2 мая 1996 года) — за заслуги перед государством и многолетний добросовестный труд[12];
- Премия «Ясная Поляна» (2003)[13];
- Национальная премия «Имперская культура» имени Эдуарда Володина (2009)[14];
- Диплом конкурса «Культура и искусство», проводимого ЮНЕСКО и Оксфордской образовательной сетью (2010);
- Большая литературная премия России (2010) — в номинации «На благо России» за выдающийся вклад в развитие русской литературы;
- Медаль «Герой труда Кубани»;
- Бунинская премия (2013);
- Благодарность Президента Российской Федерации (23 июня 2016 года) — за заслуги в развитии культуры и искусства, многолетнюю плодотворную деятельность[15];
- Патриаршая литературная премия (2017)[16].
- Почетный гражданин города Краснодара (1993)[11].

## Политические взгляды
Лихоносов не принял перестройку — опубликовал книгу антиперестроечной публицистики «Тоска-кручина». Придерживался право-патриотических взглядов, что давало повод ещё в советские времена партийным ортодоксам (защитникам «ленинской концепции революции и гражданской войны») называть «Наш маленький Париж» «белогвардейским», «белоказачьим» романом. Вместе с тем Лихоносов критически смотрел и на «белую правду», и на «красную», да и на саму казачью Кубань:
Почему среди этнически русских всё меньше и реже вижу… русских по духу? Почему они как бы иностранцы? Что-то в самом деле случилось с нами, и первее всего — с нашей интеллигенцией. На Кубани это заметно особенно. Сорок лет живу в Краснодаре в томлении, спрашиваю: «Почему здесь нет того, что так сладко грело меня в Пскове, в Вологде?» Юг России особенно растерзан безродным кокетством и какой-то базарно-курортной сутолокой на скрижалях истории. Как много стало пустых русских людей! Русские потихоньку, помаленьку от всего своего отреклись.
В 1990 году подписал «Письмо 74-х».

## Избранное
- Избранные произведения: в 2-х т. — М.: Сов. Россия, 1984.
- Избранное: Наш маленький Париж: Роман; Привет из старой России. — М.: Терра, 1993.

## Основные издания
- Вечера: Рассказы. — М.: Сов. Россия, 1966.
- Что-то будет: Рассказы. — Новосибирск: Зап.-Сиб. кн.изд-во, 1966.
- Голоса в тишине: Повести и рассказы. — М.: Мол.гвардия, 1967.
- На долгую память: Повести. — М.: Сов. Россия, 1969.
- Чалдонки: Повести. — Новосибирск: Зап.-Сиб. кн.изд-во, 1969.
- Люблю тебя светло. — М.: Правда, 1971.
- Счастливые мгновения: Повести и рассказы. — Краснодар: Кн.изд-во, 1971.
- Осень в Тамани: Повести и рассказы. — М.: Современник, 1972.
- Чистые глаза: Повести и рассказы. — М.: Мол. гвардия, 1973.
- Элегия: Повести и рассказы. — М.: Сов. Россия, 1976.
- Когда же мы встретимся?: Роман. — М.: Современник, 1978.
- Родные: Повести и рассказы. — М.: Сов. Россия, 1980.
- Ненаписанные воспоминания. Наш маленький Париж: Роман. — М.: Сов. писатель, 1987.
- Время зажигать светильники: Повести, рассказы, эссе. — М.: Известия, 1991.
- Записки перед сном: Повести, рассказы, эссе. — М.: Соврем, писатель, 1993.
- Тоска-кручина: Повести, очерки, эссе. — Краснодар: Изд.дом Краснодарские известия, 1996.
- Родные: Повести и рассказы. — М.: Изд-во Зауралье, 1997.
- Тут и поклонился. — СПб.: Изд-во «Владимир Даль», 2016.

## Экранизации
- «Зинка» — советский короткометражный фильм 1969 года по рассказу «Что-то будет».

## Интервью
- Я — писатель, русский по чувству — 2002.
- Краснодар — это мелодия, которая будто что-то вынимает из души — 2003.
- Литература стала изощрённо-бездушной — 2004.
- Музыка слова и заповеди рынка — 2012.